# Équipe de Belgique de football en 1939
Maillots
Chronologie
Saison précédente Saison suivante
L'équipe de Belgique de football connaît en 1939 une ultime saison « normale » avant que n'éclate la Seconde Guerre mondiale. Elle dispute sept matchs officiels pour un bilan d'une victoire, cinq défaites et un match nul et ne rencontre non pas deux fois, comme à l'habitude, mais à trois reprises les Pays-Bas.

## Résumé de la saison
La saison débute par la toute première rencontre internationale enregistrée cette année-là et la réception de Crystal Palace, à Bruxelles le 4 janvier, qui se conclut par une victoire flatteuse (5-4) des Diables Rouges sur la formation britannique devant quelque 5 000 spectateurs. L'équipe belge avait incorporé pour l'occasion quelques nouveaux éléments dont l'adaptation rapide et la bonne entente avec les routiniers étaient sans aucun doute à la base de ce succès, qui n'est cependant pas reconnu officiellement vu qu'il s'agit d'un match contre une équipe de club.
La Mannschaft revient en visite en Belgique fin janvier pour la première fois en quatre ans depuis leur plantureuse victoire (1-6) le 28 avril 1935, l'occasion une nouvelle fois pour les internationaux belges de prendre une leçon de la part de leurs voisins teutons (1-4), supérieurs techniquement et tactiquement. Si ceux-ci sortirent méritoirement vainqueurs, la rencontre aurait pu néanmoins prendre un tout autre tour si les Belges avaient concrétisé certaines de leurs occasions franches mais l'équilibre pencha définitivement en faveur des Allemands lorsque Bernard Voorhoof dut faire l'impasse sur la seconde mi-temps à la suite d'une légère commotion encourue lors d'un choc violent avec le gardien de but viennois Willibald Schmaus. Ils prendront tout de même leur revanche (5-2) plus tard dans la saison, le 30 avril et toujours au Heysel, lors de la venue d'une sélection régionale de joueurs issus d'Allemagne de l'Ouest, qui n'était évidemment pas encore une nation, mais ce succès ne figure toutefois pas au palmarès officiel,.

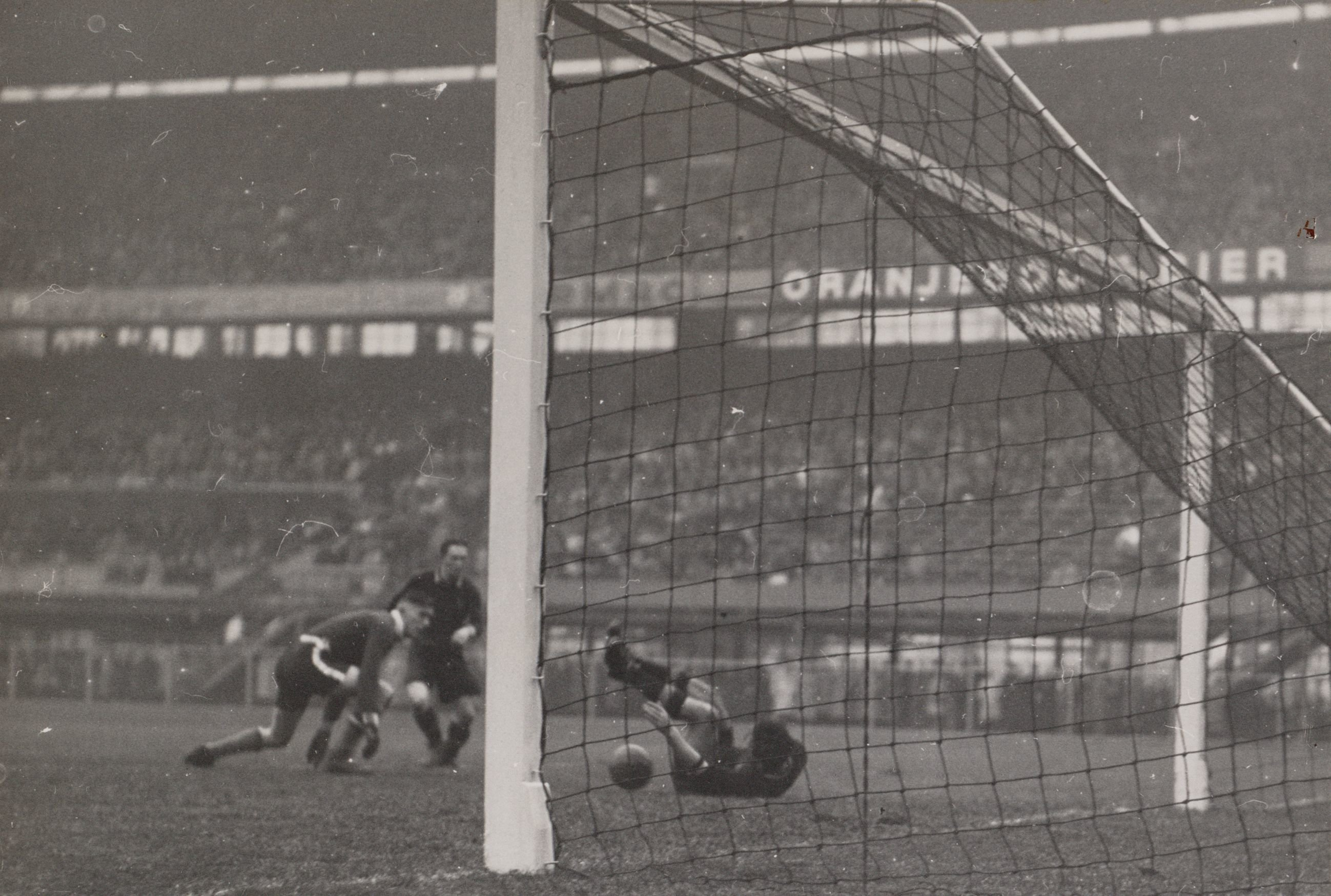
Un moment particulier lors de Pays-Bas-Belgique du 10 décembre 1939 : le gardien de but hollandais, Niek Michel, est battu mais un joueur belge empêche le ballon d'entrer dans le but.

Une autre rencontre officieuse, le 21 février, face à une sélection londonienne permet à la Belgique de remporter (4-3) son second succès de rang sur une formation anglaise avant d'accueillir, un mois plus tard, les Pays-Bas pour la première des trois confrontations de la saison et de s'imposer (5-4), grâce notamment à un triplé de Jean Capelle, ses trois seules réalisations cette année-là, aux termes d'une rencontre comme toujours très disputée au Bosuil de Deurne.
Fin avril, le match retour à Amsterdam, toujours aussi serré, tourne à l'avantage des Bataves (3-2) alors que la Belgique s'était déjà inclinée sur le même score huit jours plus tôt à Rotterdam face à la sélection officieuse hollandaise des Zwaluwen (nl).
Trois semaines plus tard, à quatre jours d'intervalle, ce sont tour à tour la Suisse et la France qui viennent s'imposer respectivement à Rocourt (1-2) et à Bruxelles (1-3).
Les  Diables Rouges se déplacent ensuite fin mai en Pologne et décrochent un nul encourageant (3-3), trois mois avant l'invasion du pays par les Allemands.
La saison se clôt par une sévère défaite (5-2) face aux Oranje à l'occasion d'un match amical organisé au Stade de Feyenoord à Rotterdam afin de célébrer le 50e anniversaire de la fédération néerlandaise de football (KNVB). Cette rencontre ne fut toutefois pas reconnue comme rencontre officielle et ne figure donc pas dans les statistiques officielles des deux équipes.
Sentant le vent de la guerre souffler vers l'ouest, Jack Butler était entretemps retourné au pays et Hector Goetinck allait reprendre le flambeau de l'équipe nationale pour la dernière joute de l'année et ce jusqu'au début du conflit en Belgique l'année suivante.

## Les matchs
| Match amical                                                     | Belgique           | 1 - 4   | Allemagne                                           | Stade du Centenaire Laeken, Belgique          |                                               |
| 29 janvier 1939 · 14:30 heure locale · Historique des rencontres | Stijnen 43e (pen.) | (1 – 2) | Binder 12e · Schön 18e · Lehner 65e · Hahnemann 90e | Spectateurs : 35 425 Arbitrage : Rudolf Eklöw | Spectateurs : 35 425 Arbitrage : Rudolf Eklöw |
| 29 janvier 1939 · 14:30 heure locale · Historique des rencontres | Rapport            |         |                                                     | Spectateurs : 35 425 Arbitrage : Rudolf Eklöw | Spectateurs : 35 425 Arbitrage : Rudolf Eklöw |

| Match amical                                                  | Belgique                                        | 5 - 4   | Pays-Bas                                     | Bosuilstadion Deurne, Belgique                       |                                                      |
| 19 mars 1939 · 15:00 heure locale · Historique des rencontres | Capelle 9e 39e 79e · Fievez 33e · R. Braine 72e | (3 – 2) | Vente 26e 76e · Smit 43e (pen.) · Dräger 67e | Spectateurs : 45 781 Arbitrage : Charles de la Salle | Spectateurs : 45 781 Arbitrage : Charles de la Salle |
| 19 mars 1939 · 15:00 heure locale · Historique des rencontres | Rapport                                         |         |                                              | Spectateurs : 45 781 Arbitrage : Charles de la Salle | Spectateurs : 45 781 Arbitrage : Charles de la Salle |

| Match amical                                                   | Pays-Bas                  | 3 - 2   | Belgique                 | Stade olympique Amsterdam, Pays-Bas                   |                                                       |
| 23 avril 1939 · 14:30 heure locale · Historique des rencontres | Dräger 5e · Vente 50e 71e | (1 – 1) | R. Braine 3e · Buyle 70e | Spectateurs : 53 000 Arbitrage : Thomas Thompson (hu) | Spectateurs : 53 000 Arbitrage : Thomas Thompson (hu) |
| 23 avril 1939 · 14:30 heure locale · Historique des rencontres | Rapport                   |         |                          | Spectateurs : 53 000 Arbitrage : Thomas Thompson (hu) | Spectateurs : 53 000 Arbitrage : Thomas Thompson (hu) |

| Match amical                                                 | Belgique     | 1 - 2   | Suisse                    | Stade Vélodrome Oscar Flesch Rocourt, Belgique |                                               |
| 14 mai 1939 · 15:00 heure locale · Historique des rencontres | Voorhoof 53e | (0 – 1) | A. Abegglen 9e · Lajo 64e | Spectateurs : 21 111 Arbitrage : Roger Conrié  | Spectateurs : 21 111 Arbitrage : Roger Conrié |
| 14 mai 1939 · 15:00 heure locale · Historique des rencontres | Rapport      |         |                           | Spectateurs : 21 111 Arbitrage : Roger Conrié  | Spectateurs : 21 111 Arbitrage : Roger Conrié |

| Match amical                                                 | Belgique   | 1 - 3   | France                      | Stade du Centenaire Laeken, Belgique              |                                                   |
| 18 mai 1939 · 15:00 heure locale · Historique des rencontres | Lamoot 62e | (0 – 1) | Koranyi 28e 85e · Mathé 48e | Spectateurs : 35 793 Arbitrage : Sidney Donaldson | Spectateurs : 35 793 Arbitrage : Sidney Donaldson |
| 18 mai 1939 · 15:00 heure locale · Historique des rencontres | Rapport    |         |                             | Spectateurs : 35 793 Arbitrage : Sidney Donaldson | Spectateurs : 35 793 Arbitrage : Sidney Donaldson |

| Match amical                                                 | Pologne                             | 3 - 3   | Belgique                                    | Stadion Miejski Łódź, Pologne                        |                                                      |
| 27 mai 1939 · 17:30 heure locale · Historique des rencontres | Wilimowski 5e 26e · Wostal (en) 48e | (2 – 1) | Fievez 42e · R. Braine 56e · Isemborghs 89e | Spectateurs : 18 000 Arbitrage : Karl Wunderlin (hu) | Spectateurs : 18 000 Arbitrage : Karl Wunderlin (hu) |
| 27 mai 1939 · 17:30 heure locale · Historique des rencontres | Rapport                             |         |                                             | Spectateurs : 18 000 Arbitrage : Karl Wunderlin (hu) | Spectateurs : 18 000 Arbitrage : Karl Wunderlin (hu) |

| Non officiel                                                      | Pays-Bas                                                     | 5 - 2   | Belgique                 | Stade de Feyenoord Rotterdam, Pays-Bas           |                                                  |
| 10 décembre 1939 · 14:00 heure locale · Historique des rencontres | Vente 30e · Dräger 40e · de Harder 44e · Smit 57e 70e (pen.) | (3 – 1) | Buyle 10e · Voorhoof 75e | Spectateurs : 30 000 Arbitrage : Willi Pfirrmann | Spectateurs : 30 000 Arbitrage : Willi Pfirrmann |

Note : Ce match amical fut organisé pour célébrer le 50e anniversaire de la fédération néerlandaise de football (KNVB) mais ne fut pas reconnu comme rencontre officielle et ne figure donc pas dans les statistiques officielles des deux équipes.

## Les joueurs
| Joueurs                 | Joueurs                   | Amical | Amical | Amical | Amical | Amical | Amical | Non officiel |
| ----------------------- | ------------------------- | ------ | ------ | ------ | ------ | ------ | ------ | ------------ |
| Gardiens de but         |                           |        |        |        |        |        |        |              |
| Albert De Raedt         | ARA La Gantoise           | 90     |        |        |        |        | 90     | 90           |
| Arnold Badjou           | Daring Club de Bruxelles  |        | 90     | 90     | 90     | 90     |        |              |
| Défenseurs              |                           |        |        |        |        |        |        |              |
| Robert Paverick         | Royal Antwerp FC          | 90     | 90     | 90     | 90     | 90     | 90     | 90           |
| Georges Van Calenberg   | RSC Anderlechtois         | 90     | 90     | 90     | 90     | 90     | 90     | 90           |
| François Gommers        | R Beerschot AC            |        |        |        |        |        | 90     | 90           |
| Armand Van De Kerkhove  | R White Star AC           |        |        |        |        |        |        | 90           |
| Milieux                 |                           |        |        |        |        |        |        |              |
| Pierre Dalem            | Standard de Liège         | 90     |        |        |        |        |        |              |
| Émile Stijnen           | Olympic Club de Charleroi | 90     | 90     | 90     | 90     | 90     |        |              |
| Paul Henry              | Daring Club de Bruxelles  | 90     | 90     | 90     | 90     | 90     | 90     | 90           |
| François Winnepenninckx | Union Saint-Gilloise      | 90,    |        |        |        |        |        |              |
| John Van Alphen         | R Beerschot AC            |        | 90     | 90     | 90     | 90     | 90     |              |
| Attaquants              |                           |        |        |        |        |        |        |              |
| Bernard Voorhoof        | K Liersche SK             | 90     | 90     | 90     | 90     |        |        | 90           |
| Henri Isemborghs        | R Beerschot AC            | 90     | 90     |        |        | 90     | 90     |              |
| Raymond Braine          | R Beerschot AC            | 90     | 90     | 90     | 90     | 90     | 90     | 90           |
| Fernand Buyle           | Daring Club de Bruxelles  | 90     |        | 90     |        |        | 90     | 90           |
| Jean Fievez             | R White Star AC           |        | 90     | 90     | 90     | 90     | 90     | 90           |
| Jean Capelle            | Standard de Liège         |        | 90     | 90     | 90     | 90     |        |              |
| Georges Demulder        | R White Star AC           |        |        |        | 90,    |        |        |              |
| Robert Lamoot           | Olympic Club de Charleroi |        |        |        |        | 90     | 90     |              |
| Jules Van Craen         | K Liersche SK             |        |        |        |        |        |        | 90           |

1. 1 2 3 4  Première sélection officielle pour le joueur.
2. 1 2 3 4 5 6 7 8 9 10 11  Dernière sélection officielle pour le joueur.
3. 1 2  Premier but officiel pour le joueur.

## Sources